# Graffiti (Lindberg)
Graffiti is een compositie van Magnus Lindberg.
Graffiti, het eerste werk voor koor en orkest van de Fin, werd geschreven op verzoek van het Soundback Centre( Philharmonia Orchestra), de Finse omroep (YLE) en het Oslo Filharmoniske Orkester. Het is tevens tot dan toe een van de langstdurende composities van hem. De basis voor dit werk bestond uit de wens van Lindberg om een opera te schrijven, maar dat bleef een wens. De titel Graffiti is afkomstig uit de door Lindberg gebruikte teksten. Het zijn Romeinse/Latijnse teksten die als een soort graffiti werden aangetroffen tijdens de opgravingen in Pompeï, dat op 23 augustus 79 verging tijdens een uitbarsting van vulkaan Vesuvius. Graffiti heeft de stevige klanken, die gewoon zijn van Lindberg. Het werk besluit abrupt, net zoals het leven in Pompeï destijds.
De première vond plaats op 20 mei 2009 door Sakari Oramo met het Fins Radiosymfonieorkest en het Kamerkoor van Helsinki. Een ander Finse componist/dirigent Esa-Pekka Salonen nam het werk onder de arm in Londen (Philharmonia Orchestra) en Los Angeles (Los Angeles Philharmonic). Het werk leverde de componist de eerste prijs op van Teosto (Finse Componisten Bond). Internationaal leverde het hem een Grammy Award op.
Het werk verlangt een koor en orkest in de volgende samenstelling:
- gemengd koor (SATB, liefst twaalf zangers van elke stem)
- 2 dwarsfluiten (II ook piccolo), 2 hobo’s, 2 klarinetten, 1 basklarinet, 2 fagotten (II ook contrafagot)
- 2 hoorn, 2 trompetten, 2 trombones, 1 tuba
- pauken, een uitgebreide percussiesectie, harp, piano (eventueel aan te vullen met orgel)
- 12 eerste violen, 10 tweede, 8 altviolen, 8 celli en 6 contrabassen